# 波爾科三世 (奧波列)
波爾科三世（波蘭語：Bolko III opolski，約1337年—1382年10月21日），奧波列公爵、斯切爾采公爵，波爾科二世之子。

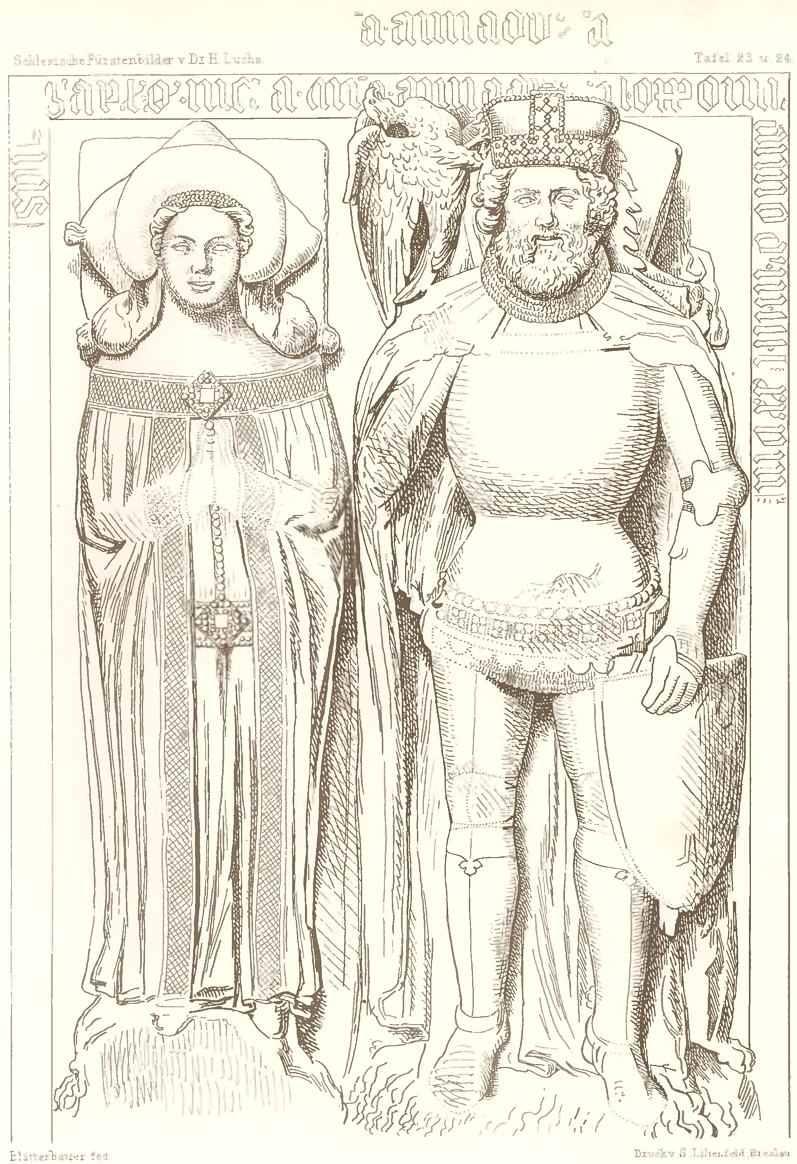
波爾科三世（右）

## 家庭
1355年左右，波爾科三世與奧斯威辛公爵揚一世的女兒安娜結婚，兩人共有四個兒子：
1. 揚·克羅畢沃（英语：Jan Kropidło）（約1362年—1421年）
2. 波爾科（約1365年—1437年）
3. 亨里克（英语：Henry II of Niemodlin）（1374年—1394年）
4. 伯納德（約1376年—1455年）